# Ujfalvi Katona Imre
Ujfalvi Katona Imre (Újfalu, Baranya vármegye, 1572. – Bodrogkeresztúr, 1610. október 22.) református lelkész.

## Élete
A Baranya vármegyei (ma már nem létező) Újfaluban született, ahonnan előnevét kapta. Iskolába Sárospatakon járt, azután 1594-ben Szepsibe ment tanítónak. Két év múlva 1596. április 19-től a wittenbergi egyetemen a teológiát hallgatta és a nyelvekben tökéletesítette tudását. 1598. május 22-től Heidelbergben tanult, ahol a bölcseleti tanokra fektette a fő súlyt. A logikát Keckermanntól és Pareus Fülöp Jánostól hallgatta.
1599-ben a sárospataki iskola igazgatója lett és e tisztében 3-4 évig fáradozott. Majd Rákóczi Zsigmond hívta meg udvari lelkészének; de nemsok idő múlva a szepsi egyházban a második papi állást foglalta el. 1606-ban már Göncön működött mint első lelkész, ahonnan 1610-ben Bodrogkeresztúrra (Zemplén vármegye) költözött hasonló minőségben; itt csak öt hónapot tölthetett, mert azon év október 22-én meghalt.

## Munkája
- Tractatvs De Patrvm, Conciliorum Traditionum authoritate circa Fidei Dogmata: cultus item moresq. vivendi. Ex iisdem potissimum Patribus, contra Patrologos verius quam Theologus Pontificios. Authore Emerico K. Uyfalvino Baronio Ungaro Cum Praefatione Davidis Parei D. ad D. Petrum alvinci Ecclesiae Cassoviensis Pastorem de eodem argumento, cumvita Authoris ab eodem descripta, & cum Indice ... Francoforti, 1611 (Ezt a munkát 1610. máj. küldte ki Péczeli Károly Imre által Pareus Dávidhoz Heidelbergbe, ki azt a szerzőnek halála után adta ki.)

### Kéziratban
- De libero arbitrio contra theses Andreae Sarosii
- Antipapismus, avagy annak megmutatása, hogy méltán szakadtak el a reformátusok a római katholikusoktól